# Lorenzo de Zavala

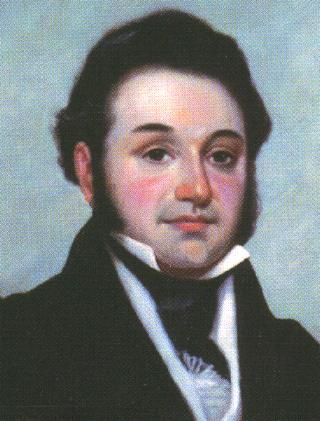

Manuel Lorenzo Justiniano de Zavala y Saenz (3 de outubro de 1788 - 15 de novembro de 1836) foi um político mexicano. Ele serviu como ministro das finanças, sob o presidente Vicente Guerrero. Colonizador e estadista, foi também o vice-presidente interino da República do Texas, servindo sob o presidente interino, David G. Burnet de março a outubro de 1836.